# Ospedale Fatebenefratelli Isola Tiberina - Gemelli Isola
Ospedale Isola Tiberina - Gemelli Isola è il nuovo nome assunto dal 1º settembre 2022 dall'ospedale San Giovanni Calibita Fatebenefratelli, già dell'ordine dei Fatebenefratelli, dopo essere stato acquistato dalla società Gemelli Isola – Società Benefit S.p.A. È situato a Roma nell'Isola Tiberina ed è sorto al posto dell'antico tempio dedicato ad Esculapio il cui culto nell'Urbe fu introdotto nel 292 a.C.

## Storia

### Le origini leggendarie dell'isola e del tempio
L'Isola Tiberina porta il triplice segno della religione, della leggenda e della scienza; di essa si dice che sia nata dal Tevere e che sia l'isola più piccola al mondo. La tradizione raccolta dallo storico romano Tito Livio, avvolge nella favola tanto le origini geologiche dell'isola quanto le origini del tempio salutare di Esculapio (Asclepieion), sulle cui fondamenta è stato edificato l'odierno ospedale.

Autori romani, tra cui Ovidio, raccontano che l'isola fu scelta dal dio Esculapio stesso come sede del proprio tempio, attraverso uno dei serpenti sacri che partecipavano al rito dell'incubatio nell'Asclepieion di Epidauro. Alla fine della pestilenza del 293 a.C., i Romani eressero sull'isola il tempio del dio della Salute, ampliato sempre di più fino a diventare una Aedes Aesculapii, ispirata al modello dei santuari-clinica ellenici.

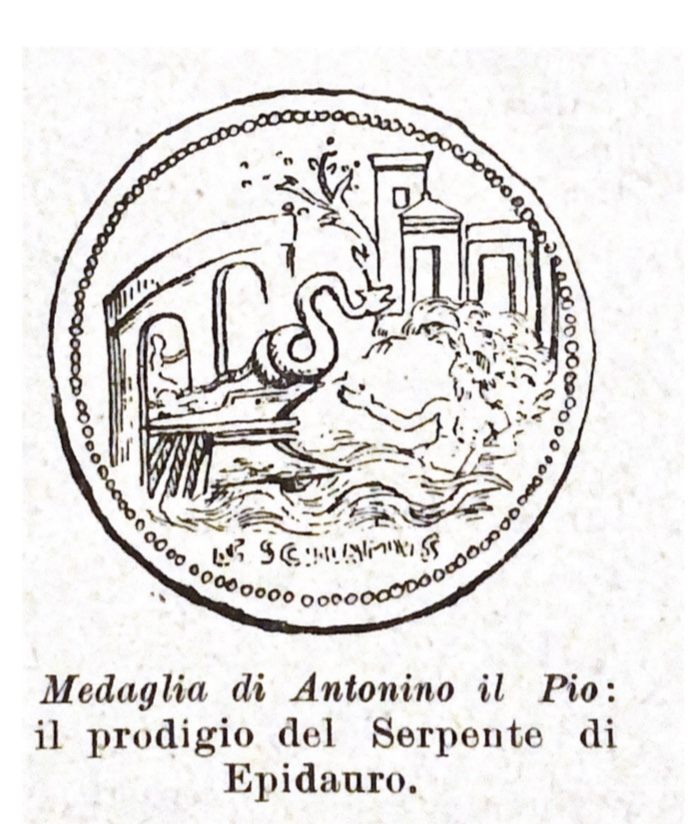
Medaglia di Antonino il Pio

La scelta del luogo, al tempo creduta una grazia celeste, è stata in realtà il risultato di studi e indagini di uomini esperti e oculati, dovuta a motivazioni di carattere sociale, politico, civile e logistico: l'isola si trovava fuori dalla zona del pomerium, era comoda per l'isolamento dei malati, adatta per le cure idroterapiche, sede del valetudinario e garantiva un'aria più salubre rispetto alla città.

### Il passaggio dalla tradizione ellenico-romana a quella cristiana
In un periodo in cui gli infermi erano curati a domicilio, salvo i casi più gravi da allettare, l'Asclepieion rappresentava un luogo non solo di culto ma anche di accoglienza e cura dei malati, liberi o schiavi, principalmente appartenenti ai ceti più umili della città di Roma e si prestava naturalmente ad essere trasformato in ospedale.
Dal IV al VI secolo nell'Isola la tradizione dell'incubatio venne reinterpretata in chiave cristiana; gli infermi chiedevano la grazia ai Santi di Cristo, tra cui S. Pietro e i Santi Cosma e Damiano, e passavano la notte nel santuario pregando finché nel sogno non appariva il Santo, che pronunciava le parole divine offrendo la salvezza dello spirito e della carne. Gli infermi, quindi, trovavano, congiunto col tempio, un primo ospedale.

### Il fondatore

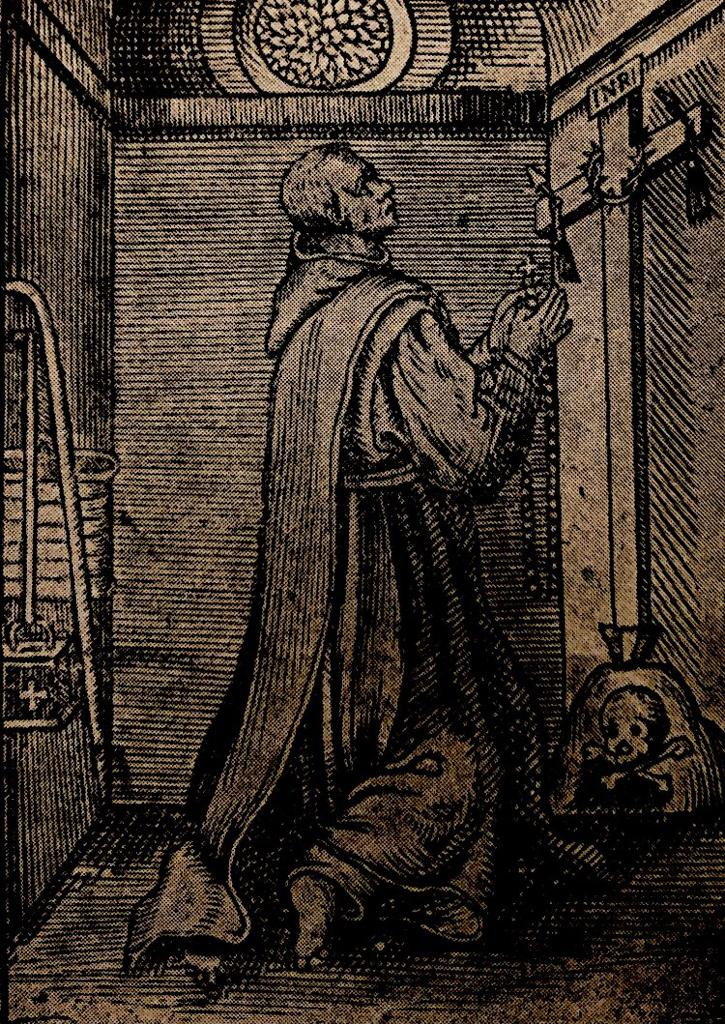
Ritratto S. Giovanni di Dio

Giovanni Ciudad (Montemor-o-Novo 8 marzo 1495 - Granada 8 marzo 1550), secondo la pia tradizione, ebbe da Gesù Bambino l'indicazione della sua strada: “Giovanni di Dio, Granada sarà la tua croce". Fu dichiarato patrono celeste degli ospedali e dei malati e degli infermieri con le loro associazioni, rispettivamente da Leone XIII nel 1886 e da Pio XI nel 1930. Riconosciuto in seguito tra i benefattori dell'umanità, inizialmente venne considerato “pazzo" e rinchiuso nell'ospedale di Granada, per il suo atteggiamento e le sue azioni troppo discordanti da quelle comuni. Qui fece la sua prima esperienza ospedaliera e, viste le pessime condizioni in cui versavano i malati, nutrì il desiderio di aprire un ospedale tutto suo.

### Il primo ospedale
La sua grande opera cominciò a Granada in via Lucena nel 1537, anno riconosciuto come fondazione dell'Ospedale di Giovanni di Dio. L'ospedale era dotato di soli quarantasei posti letto e Giovanni stesso vi traeva sulle sue spalle gli infermi, che vivevano nei luoghi più umili della città. Egli fu un riformatore: pensò di dividere i malati in categorie e fu il primo ad aprire una Work-house, per accogliere i poveri senza tetto.
Il suo ospedale era aperto a tutti e i mezzi per aiutare i poveri provenivano dalle offerte e dalle elemosine che lui stesso raccoglieva per le vie di Granada dicendo: "Fate bene, fratelli, a voi stessi! Chi fa bene per sé? Fatelo per amor di Dio, fratelli miei in Gesù Cristo"

### L'arrivo in Italia

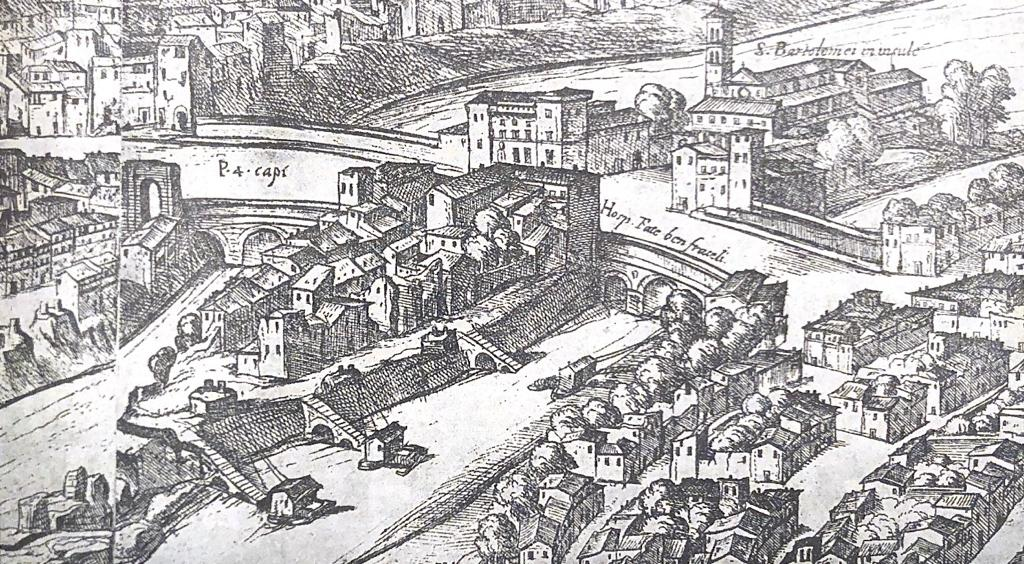
Ospedale di S. Giovanni Calibita nel 1593, Isola Tiberina

Gli eredi-seguaci alla morte di San Giovanni formarono il nucleo primitivo dei Fatebenefratelli, il cui scopo era assistere gli ammalati. Inviati dall'ospedale di Granada, arrivarono a Roma per la prima volta nel 1570 e ottennero il riconoscimento pontificio ufficiale con la bolla "Licet ex debito" di Pio V del 1572. Tra questi Fratelli c'era Pietro Soriano, che nel 1571 fondò il primo ospedale dei Fatebenefratelli in Italia in Piazza di Pietra e nel 1584 comprò il monastero con la chiesa di S. Giovanni Calibita alla Tiberina, trasferendovi l'Ospedale di Piazza di Pietra, che prese il nome di Ospedale di S. Giovanni Calibita. Egli introdusse innovazioni sanitarie particolarmente rivoluzionarie al tempo, come ad esempio l'allettamento di ciascun paziente in un singolo letto a lui riservato e la suddivisione dei malati in relativi reparti specializzati a seconda della loro patologia. Nel 1588 Pietro Soriano morì, lasciando ai posteri il suo impulso di carità.
Dal 1608 l'Ordine visse distinto in due Congregazioni autonome: di Spagna e d'Italia. Il numero dei conventi-ospedali di Spagna crebbe rapidamente, estendendosi anche alle colonie spagnole in America; l'Italia venne divisa in sei province religiose negli ordinamenti amministrativi dei Fatebenefratelli: la prima è la Romana (1587), come diretta continuazione di quella italiana.
Il più importante ospedale in Italia appartenente all'ordine dei Fatebenefratelli è l'ospedale di "S. Giovanni Calibita" sull'Isola Tiberina.

### La necessità di nuovi locali
Il santuario-ricovero, presente nel sito sin dall'anno Mille (in cui in seguito si istaurarono le monache benedettine, le santucce, per prestare aiuto e cure ai poveri ed agli infermi della città), nella seconda metà del Cinquecento fu trasformato in "fabbrica della salute", ovvero in un'organizzazione basata sull'opera non più meramente assistenziale ma in cui operavano medici, chirurghi ed infermieri. Nel 1591 la costruzione dell'ospedale nell'isola venne ultimata: la sede fu ampliata con i locali originariamente destinati ai malati di tifo, ceduti ai Fatebenefratelli dopo l'epidemia di tifo esantematico che afflisse Roma. I debiti, dovuti alle spese necessarie per completare l'ospedale, gravavano minacciosamente e soltanto lo spirito di carità di alcuni creditori poté salvare la causa.
Durante la pestilenza che colpì Roma nel 1656, l'ospedale dell'Isola Tiberina fu chiuso poiché vi era morto un marinaio (sospetto caso di peste). Tutta l'isola venne trasformata in lazzaretto e fu in particolare durante l'epidemia di colera del 1832 che, per l'efficacia delle cure prestate alla popolazione, la Commissione speciale di Sanità diede un particolare riconoscimento alla struttura. Sia per l'esperienza maturata durante tali periodi che per la particolare posizione di isolamento offerta dall'isola, nell'ospedale fu istituita una scuola specializzata nelle cure da prestare in caso di epidemie.

### Da Ordine a Associazione ospedaliera laicale
Il XVIII secolo fu un periodo difficile dal punto di vista politico e sociale: con la Rivoluzione Francese, durante la dominazione della Francia repubblicana nello Stato Pontificio, il clero e gli Ordini furono perseguitati dal Governo, il quale però riservò un certo riguardo per i Fatebenefratelli.
Nonostante l'ospedale avesse mantenuto la sua autonomia anche sotto la dominazione francese, tra il 1808 e il 1814 alcuni ordini religiosi vennero sciolti, tra cui i Fatebenefratelli, e, dopo gli eventi successivi alla breccia di Porta Pia, nel 1878 l'ospedale venne sottratto all'Ordine, il quale però continuò a dedicarsi agli infermi, nonostante l'ospedale avesse subito gravi perdite economiche e diversi problemi dal punto di vista dell'organizzazione. Fu il governo napoletano a restituire l'amministrazione all'Ordine e l'ospedale tornò in mano ai Fatebenefratelli nel 1892.

### L'ampliamento dell'Ospedale
Nel 1865 un lascito di Francesco Amici dispose l'ampliamento dell'ospedale: l'architetto Azzurri nel 1867 condusse pertanto i lavori di ampliamento. Lo scopo era quello di costruire un reparto ospedaliero modello, secondo le più moderne acquisizioni del tempo, ragionando in termini di igiene, tecnica ospedaliera e bisogni psicologici dei ricoverati. La stanza più antica fu rimodernata e ad essa ne fu annessa una per convalescenti. L'aerazione era assicurata da diciotto ampie finestre collocate alle due pareti e costruita in modo da non dar luogo a correnti d'aria pericolose per i degenti; altro mezzo di aerazione e di riscaldamento insieme fu praticato con dodici bocche di emissione dell'aria interna in comunicazione con l'aria calda di due caminetti, mentre sedici bocche di immissione di aria esterna in alto e altrettante in basso introducevano aria pura. Il primo esempio delle moderne cartelle cliniche furono le “tavolette dei segni", nelle quali veniva annotato tutto ciò che riguardava il paziente. Il corredo del malato era costituito da camicia, berretto, veste da camera e, in estate, da sandali. Il numero medio dei degenti si aggirava attorno ai quaranta.

### La Legge sulle opere Pie
In seguito alla promulgazione della Legge sulle opere Pie (3 agosto 1862) e alla soppressione delle corporazioni religiose (7 luglio 1866), i Fatebenefratelli rimasero a Roma come associazione ospedaliera laicale addetta all'ospedale. Tuttavia, il 10 luglio 1875 la giunta liquidatrice dell'Asse ecclesiastico consegnò l'ospedale di San Giovanni Calibita al Municipio di Roma.

### Il compromesso con la Giunta
Intervennero lunghe sequele di proteste, di emendamenti e di rifiuti e il possesso dell'ospedale passò alla Commissione degli ospedali di Roma, che espletò il suo mandato fino al 1891; il 17 marzo 1892 il fabbricato ospedaliero con gli annessi venne venduto a tre Fatebenefratelli (il Leitner e i sacerdoti Berthelin e Menêtre) per la somma di 400.000 lire. L'ospedale non subì modificazioni fino al 1914-15 ed era così costituito: reparto medico, con la “Sala Assunta" e “Sala Amici"; reparto chirurgico con le due sale “San Carlo" e “S. Cuore"; casa di salute con dodici camere e ambulatorio otorinolaringoiatrico.

### I restauri del 1912-1930

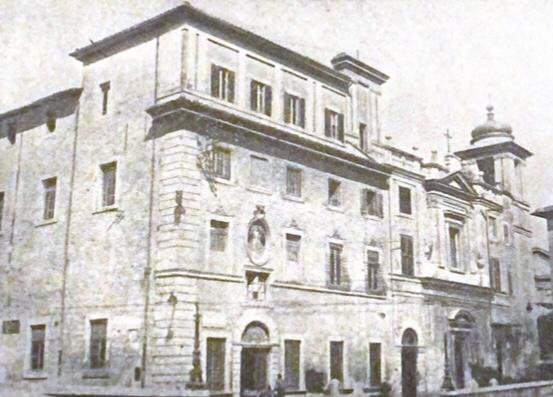
La chiesa, l'ospedale, la farmacia, l'ingresso principale, com'erano prima dei lavori del 1930

Alla fine dell'Ottocento l'ospedale fu rinforzato contro le piene del Tevere con una serie di muraglie di contenimento. I nuovi restauri del triennio 1912-15 ampliarono e migliorarono le condizioni igieniche, il reparto chirurgico fu ingrandito, furono rimessi a nuovo la casa di salute, gli ambulatori e il gabinetto di analisi e una scala di marmo sostituì la vecchia scala. In seguito alla Prima Guerra Mondiale, nel 1922 vennero ripresi i lavori di ampliamento: fu costruita una nuova sala operatoria e vennero impiantati i gabinetti di oculistica e di radioscopia.
Nel 1930 il versante occidentale dell'isola fu occupato con un unico corpo di fabbrica, comprendente l'ospedale con tutti i suoi annessi e il convento, secondo il disegno dall'architetto Cesare Bazzani. Nel 1934 l'ospedale era così composto:
- piano terra: Sala “Assunta" (quarantuno letti), Sala “S. Raffaele" (dodici letti), Sala “S. Giovanni di Dio" (quattordici letti), ambulatori e gabinetti (dentistico, otorinolaringoiatrico, oculistico, pediatrico, radiologico) e pronto soccorso;
- primo piano: reparto “San Pietro" con camere di prima classe per donne; reparto chirurgico con settanta letti in tre corsie: "San Carlo I", "San Carlo II", "Amici"; tre camere operatorie e camera di medicazione;
- secondo piano: reparto femminile con ottanta letti;
- terzo piano: casa di salute con trentacinque camere per uomini.

In totale un complesso di trecentocinquanta posti-letto.
Il nome "San Giovanni Calibita Fatebenefratelli" fu assegnato all'ospedale nel 1972, anno in cui i superiori dell'Ordine ospedaliero chiesero al dottor Romano Forleo di creare e dirigere una nuova Divisione di Ostetricia e Ginecologia e nei venticinque anni della sua direzione, oltre a far nascere circa 75.000 bambini, ha reso il Fatebenefratelli un centro di riferimento, tra l'altro, per la patologia ostetrica, per i problemi legati alla menopausa e per la ginecologia dell'adolescenza.

### La nuova proprietà ed il cambio di nome
Dal 1 settembre 2022, la gestione dell’Ospedale Generale San Giovanni Calibita Fatebenefratelli è passata dalla Casa Generalizia dell’Ordine Ospedaliero di San Giovanni di Dio alla società Gemelli Isola – Società Benefit S.p.A. La denominazione della struttura sanitaria diventa “Ospedale Isola Tiberina - Gemelli Isola”.
È prevista l'apertura di 6 centri di eccellenza:
- Centro di Eccellenza Donna e Bambino Nascente
- Centro di Eccellenza Malattie Gastrointestinali e Endocrino-Metaboliche
- Centro di Eccellenza Oncologia Radioterapica, Medica e Diagnostica per Immagini
- Centro di Eccellenza Protesica del Ginocchio e dell’Anca e Traumatologia
- Centro di Eccellenza di Scienze Cardiovascolari
- Centro di Eccellenza di Patologie della Vista.[1]